# Francisco de Miranda (Venezuela)
Pour les articles homonymes, voir Francisco de Miranda (homonymie).
Francisco de Miranda est la capitale de la paroisse civile de Francisco de Miranda de la municipalité de Francisco Linares Alcántara de l'État d'Aragua au Venezuela. De facto, elle constitue les quartiers orientaux de Paraparal, capitale de la paroisse civile voisine de Monseñor Feliciano González et l'un des quartiers méridionaux de Maracay, la capitale de l'État.